# 小緋鯉
小緋鯉（学名：Upeneus parvus）為輻鰭魚綱鱸形目鱸亞目鬚鯛科的其中一種，分布西大西洋區，從美國北卡羅來納州至巴西海域，棲息深度18-100公尺，體長可達30公分，生活在沙泥底質海域，屬肉食性，可作為食用魚。
其种加词“Parvus”意为“小的”。